# Sự cố tràn dầu Exxon Valdez
Sự cố tràn dầu Exxon Valdez xuất hiện ở eo biển Prince William, Alaska, ngày 24 tháng 3 năm 1989, khi Exxon Valdez, một tàu chở dầu thuộc sở hữu của Công ty Vận tải tàu biển Exxon, đi đến Long Beach, California, húc vào rạn san hô Bligh của eo biển Prince William, 1,5 mi (2,4 km) về phía tây Tatitlek, Alaska, hồi 12:04 sáng và làm tràn dầu 10,8 triệu galông Mỹ (260.000 bbl) (hay 37.000 tấn) dầu thô trong vài ngày tiếp theo. Đây được coi là sự cố tràn dầu tồi tệ nhất trên toàn thế giới về thiệt hại đối với môi trường. Sự cố tràn Valdez là vụ tràn dầu lớn thứ hai ở vùng biển Hoa Kỳ, sau sự cố tràn dầu Deepwater Horizon năm 2010, về mặt khối lượng phát hành. Vị trí từ xa của eo biển Prince William, chỉ có thể truy cập bằng máy bay trực thăng, máy bay hoặc thuyền, khiến các nỗ lực phản ứng của chính phủ và ngành trở nên khó khăn và đánh thuế nặng các kế hoạch đối phó hiện có. Vùng này là môi trường sống của cá hồi, rái cá biển, hải cẩu và chim biển. Dầu thô được khai thác ở mỏ dầu Prudhoe Bay, cuối cùng bị ảnh hưởng 1.300 dặm (2.100 km) bờ biển, trong đó 200 dặm (320 km) đã bị nhiễm dầu nặng hoặc vừa.